# Palazzo Pedace
Il Palazzo Pedace si trova nel centro storico di Salerno, di fronte al "Campitello" in via Portacatena nell'area dell'antico rione Fornelle.

## Storia e descrizione
Palazzo Pedace presenta una stratificazione culturale di enorme importanza. 
Al piano stradale, infatti, sono venute fuori, durante lavori di restauro dell'antica ricevitoria del Lotto, parti significative di un colonnato medievale con archi acuti, uno dei quali presenta una piccola croce scolpita su uno dei capitelli, indicativi di uno spazio culturale. Al piano superiore invece, un salo chino ha la volta decorata con pitture del tardo XVIII secolo. Una simile stratigrafia verticale è estremamente esemplificativo degli sviluppi dell'edilizia del centro storico di Salerno.
Il palazzo sorge sul lato settentrionale della strada che conduce verso la Chiesa dell'Annunziata, conosciuta come Via Porta Catena (dal nome della porta ivi presente e che è andata perduta), delimitato ad ovest dal vicolo di "Santa Trofimena", preceduto a pochi metri dallo spiazzo di Porta Catena, tradizionalmente conosciuto come "il Campitello".
La struttura che oggi possiamo vedere affacciarsi sulla via Porta Catena è il risultato di una serie di interventi di ampliamento cominciati alla fine del Seicento.

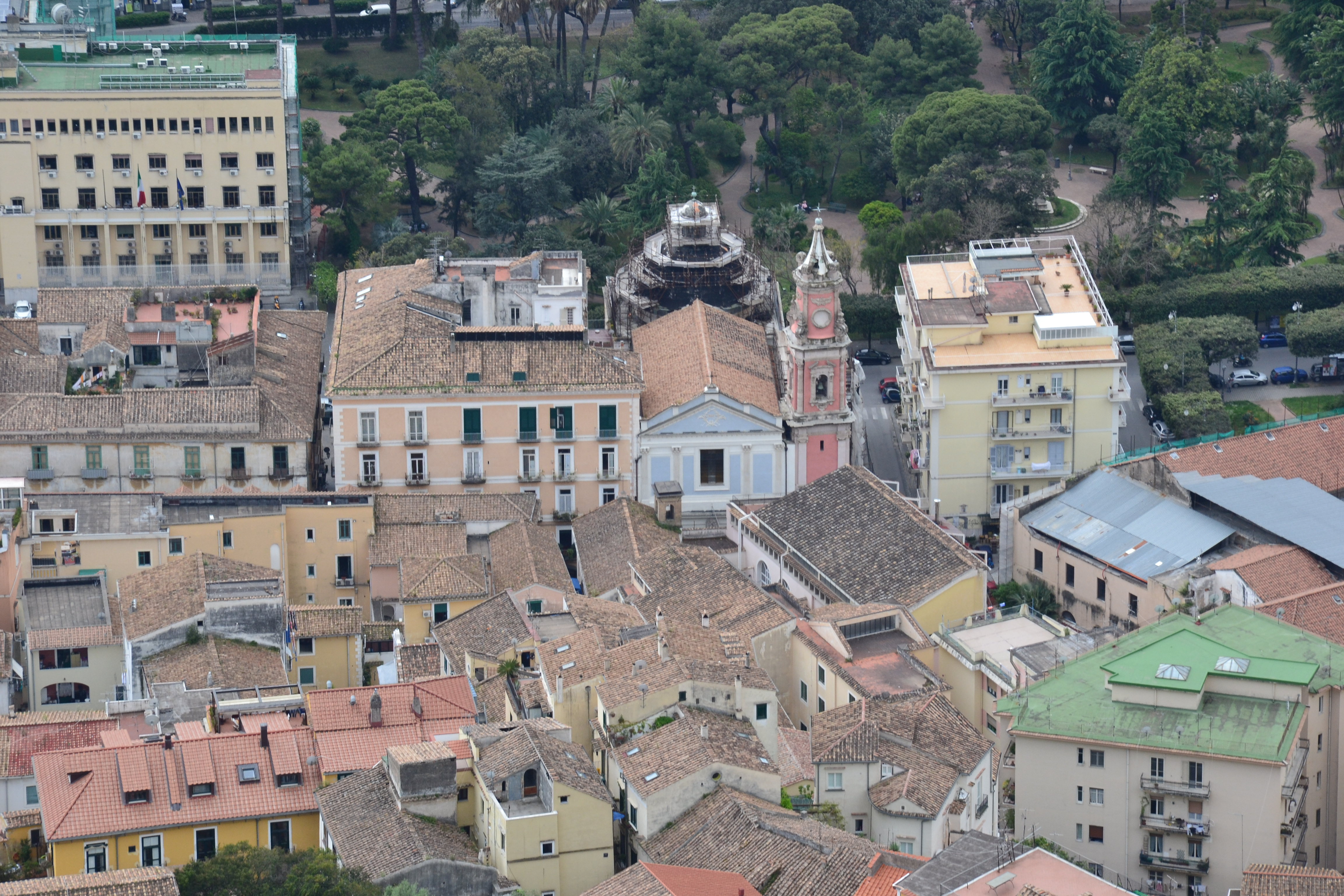
Il Palazzo Pedace si trova all'estrema sinistra della foto recente del Rione Fornelle, quasi di fronte alla Chiesa dell'Annunziata

In questo periodo il fabbricato fu composto da un agglomerato di costruzioni base la cui proprietà fu suddivisa tra Pietro ed Ottavio Del Pezzo, nipoti ereditari del nobile Pietro Castellomata; le costruzioni, seppur formalmente sconnesse tra di loro, sono collegate da una comune corte.
Intorno alla metà del Settecento il palazzo ha subito un profondo restauro che ancora oggi possiamo osservare.
Durante lo sbarco di Salerno il Palazzo Pedace ha subito danni, anche se non seri. Dopo la guerra nel piano terra fu adibita un'agenzia della Banca Commerciale Italiana, il cui stemma è ancora visibile sotto alcuni balconi davanti al "Campitello".
Oggi (2022) parte del palazzo è sede della "Direzione Sistemi Informativi" del Comune di Salerno, che occupa il grande appartamento nobile al secondo piano, in cui a fare sfoggio di sé è soprattutto il salone di rappresentanza con la volta dominata dal grande dipinto dell'Erminia fra i pastori, e lo stanzino ad esso collegato la cui volta presenta Il sogno di Giuseppe, entrambi di ottima fattura, ispirati ai dipinti del maestro napoletano Francesco De Mura.
I soggetti rappresentati (uno laico e l'altro religioso) sono indicativi del cambiamento e di rinnovamento culturale avviatosi all'epoca della realizzazione: non più vita vincolata alla stretta osservanza religiosa ma orizzonti più ampi, in linea con le istanze razionalistiche e neoclassiche che andavano consolidandosi nella vicina Napoli.
Durante gli scavi archeologici effettuati tra il 1993 ed il 1994 nell'area di Porta Catena, sono venute alla luce alcune tombe del I-II secolo d.C. e un dolio in ottimo stato in un ambiente del Palazzo, assieme a resti abitativi di periodo tardoantico nell'area della Chiesa di Santa Trofimena, e a residui della spiaggia romana in vicolo Guaimario.